# Rhianos
Rhianos aus Kreta (Ῥιανὸς ὁ Κρής) war ein griechischer Dichter und Grammatiker, der in Bene auf Kreta geboren wurde und in der zweiten Hälfte des 3. Jahrhunderts v. Chr. wirkte. Laut der Suda war er zunächst Sklave und Aufseher einer Palästra, hat aber in seinem späteren Leben eine gute Ausbildung erhalten und sich dann den grammatischen Studien gewidmet, wahrscheinlich in Alexandria. Zudem soll er ein Freund und Zeitgenosse des Eratosthenes (275–195 v. Chr.) gewesen sein. Er erstellte neue Rezensionen zu Homer, und zwar sowohl der Ilias als auch der Odyssee, die sich durch ein gesundes Urteilsvermögen und einen poetischen Sinn für Humor von bisher bekannten Bearbeitungen unterschied. Seine kräftigen Athetesen (Verwerfungen von Textstellen) werden in den Scholien häufig erwähnt. Zudem schrieb er Epigramme, von denen neun in der Griechischen Anthologie, ein weiteres bei Athenaios überliefert sind, und die Eleganz und Lebendigkeit zeigen. 
In erster Linie war Rhianos aber als Autor von historischen, mythologischen und ethnographischen Epen bekannt, von denen die Messeniaka mit ihren sechs Büchern am meisten gefeiert wurden. Sie beschäftigten sich mit dem Zweiten Messenischen Krieg und den Heldentaten eines seiner zentralen Figuren, des Aristomenes. Im 4. Buch der Reisebeschreibung Griechenlands werden sie von  Pausanias als glaubwürdige Quelle von Autorität dargestellt. Andere ähnliche Epen waren die Achaïka, Eliaka und Thessalika. Die Herakleia waren ein langes, mythologisches Epos, das möglicherweise eine Nachdichtung der gleichnamigen Versdichtung des Panyassis war und zudem aus derselben Anzahl an Büchern bestand (nämlich 14).
Rhianos schrieb auch eine Anzahl an Epigrammen über die Knabenliebe. Konstantinos Kavafis, einer der größten Dichter des modernen Griechenland, erwähnt Rhianos in dem Gedicht Junge Männer von Sidon (400 n. Chr.) aus dem Jahr 1920.

## Fragmente
- Felix Jacoby: Die Fragmente der griechischen Historiker (FGrHist). Teil 3: Geschichte von Staedten und Voelkern (Horographie und Ethnographie). Brill, Leiden 1940–1943, Nr. 265.